# Albumy numer jeden w roku 2014 (Polska)
Artykuł prezentuje albumy muzyczne numer jeden na notowaniu OLiS w roku 2014.
| Data            | Album                                                                   | Wykonawca                | Źródło |
| --------------- | ----------------------------------------------------------------------- | ------------------------ | ------ |
| 2 stycznia      | 65 lat polskiej piosenki                                                | Różni wykonawcy          | [ 2 ]  |
| 13 stycznia     | Radio Plus: Zawsze w Rytmie                                             | Różni wykonawcy          | [ 3 ]  |
| 20 stycznia     | MTV Unplugged                                                           | Kult                     | [ 4 ]  |
| 27 stycznia     | MTV Unplugged                                                           | Kult                     | [ 5 ]  |
| 3 lutego        | Siesta 9 – Muzyka Moich Ulic. Prezentuje Marcin Kydryński               | Różni wykonawcy          | [ 6 ]  |
| 10 lutego       | Siesta 9 – Muzyka Moich Ulic. Prezentuje Marcin Kydryński               | Różni wykonawcy          | [ 7 ]  |
| 17 lutego       | The Satanist                                                            | Behemoth                 | [ 8 ]  |
| 24 lutego       | Dekady polskiej ballady                                                 | Różni wykonawcy          | [ 9 ]  |
| 3 marca         | European Jazz                                                           | Różni wykonawcy          | [ 10 ] |
| 10 marca        | En Vivo                                                                 | Violetta                 | [ 11 ] |
| 17 marca        | Kartagina                                                               | O.S.T.R., Marco Polo     | [ 12 ] |
| 24 marca        | Passione                                                                | Andrea Bocelli           | [ 13 ] |
| 31 marca        | Przeboje muzycznej jedynki                                              | Różni wykonawcy          | [ 14 ] |
| 7 kwietnia      | Przeboje muzycznej jedynki                                              | Różni wykonawcy          | [ 15 ] |
| 14 kwietnia     | A morał tej historii mógłby być taki, mimo że cukrowe, to jednak buraki | Luxtorpeda               | [ 16 ] |
| 21 kwietnia     | A morał tej historii mógłby być taki, mimo że cukrowe, to jednak buraki | Luxtorpeda               | [ 17 ] |
| 28 kwietnia     | Come Away with Me                                                       | Norah Jones              | [ 18 ] |
| 5 maja          | Come Away with Me                                                       | Norah Jones              | [ 19 ] |
| 12 maja         | Smooth Jazz Cafe 13                                                     | Różni wykonawcy          | [ 20 ] |
| 19 maja         | Smooth Jazz Cafe 13                                                     | Różni wykonawcy          | [ 21 ] |
| 26 maja         | Kodex 5 Elements                                                        | WhiteHouse               | [ 22 ] |
| 2 czerwca       | Ghost Stories                                                           | Coldplay                 | [ 23 ] |
| 9 czerwca       | Chi                                                                     | Eldo                     | [ 24 ] |
| 16 czerwca      | Lungs                                                                   | Florence and the Machine | [ 25 ] |
| 23 czerwca      | Lungs                                                                   | Florence and the Machine | [ 26 ] |
| 30 czerwca      | Ultraviolence                                                           | Lana Del Rey             | [ 27 ] |
| 7 lipca         | Ultraviolence                                                           | Lana Del Rey             | [ 28 ] |
| 14 lipca        | Ten                                                                     | Pearl Jam                | [ 29 ] |
| 21 lipca        | Ten                                                                     | Pearl Jam                | [ 30 ] |
| 28 lipca        | The Very Best of Diana Krall                                            | Diana Krall              | [ 31 ] |
| 4 sierpnia      | The Very Best of Diana Krall                                            | Diana Krall              | [ 32 ] |
| 11 sierpnia     | Romanza                                                                 | Andrea Bocelli           | [ 33 ] |
| 18 sierpnia     | Romanza                                                                 | Andrea Bocelli           | [ 34 ] |
| 25 sierpnia     | FutureSex/LoveSounds                                                    | Justin Timberlake        | [ 35 ] |
| 1 września      | FutureSex/LoveSounds                                                    | Justin Timberlake        | [ 36 ] |
| 8 września      | Empik Jazz Club: Louis Armstrong                                        | Louis Armstrong          | [ 37 ] |
| 15 września     | Empik Jazz Club: Louis Armstrong                                        | Louis Armstrong          | [ 38 ] |
| 22 września     | Muzyka do biegania                                                      | Różni wykonawcy          | [ 39 ] |
| 29 września     | Wszystko z dymem                                                        | Włodi                    | [ 40 ] |
| 6 października  | Pan z Katowic                                                           | Miuosh                   | [ 41 ] |
| 13 października | In Boston                                                               | Chris Botti              | [ 42 ] |
| 20 października | Marek Sierocki przedstawia: I Love film                                 | Różni wykonawcy          | [ 43 ] |
| 27 października | Songs of Innocence                                                      | U2                       | [ 44 ] |
| 31 października | Jakby nie było jutra                                                    | Happysad                 | [ 45 ] |
| 7 listopada     | Labirynt Babel                                                          | B.O.K                    | [ 46 ] |
| 14 listopada    | Hiper/Chimera                                                           | Donatan & Cleo           | [ 47 ] |
| 21 listopada    | The Endless River                                                       | Pink Floyd               | [ 48 ] |
| 28 listopada    | Pop & Roll                                                              | Dawid Kwiatkowski        | [ 49 ] |
| 5 grudnia       | Empik Jazz Club: The Very Best of Leszek Możdżer                        | Leszek Możdżer           | [ 50 ] |
| 12 grudnia      | Symphonica                                                              | George Michael           | [ 51 ] |
| 19 grudnia      | Christmas & The City. Platinum Edition                                  | Różni wykonawcy          | [ 52 ] |
| 26 grudnia      | 65 lat polskiej piosenki. Część 2                                       | Różni wykonawcy          | [ 53 ] |